# کافه صالح‌آباد
کافه صالح‌آباد یک روستا در ایران است که در دهستان کاخک واقع شده‌است.